# امپراتوری ویجایاناگارا
امپراتوری ویجایاناگارا (انگلیسی: Vijayanagara Empire) یا امپراتوری کارناتا و پادشاهی بیسنگار یک امپراتوری در جنوب هند بوده‌است.
این پادشاهی در سال ۱۳۳۶ میلادی توسط هاریهارا یکم بنیان‌گذاری شده و در سال ۱۶۴۶ میلادی منقرض شد.
امپراتوری ویجایاناگارا (که پادشاهی کارناتا نیز نامیده می‌شود) یک امپراتوری هندی قرون وسطایی بود که بخش اعظم منطقه جنوب هند را فتح کرد و بر سرزمین‌های ایالت‌های امروزی کارناتاکا، آندرا پرادش، تامیل نادو، کرالا، گوا و برخی بخش‌هایی از تلانگانا و ماهاراشترا حکومت می‌کرد.
این امپراتوری در سال ۱۳۳۶ توسط برادران هاریهارا اول و بوکو رایا اول از خاندان سنگم که ادعای اصل و نسب قوم یدوه را داشتند، تأسیس شد. در اوج خود، تقریباً تمام سرزمین‌های جنوب هند را فتح کرد و پادشاهی‌های ایرانی دکن را به فراسوی منطقه رودخانه‌های تونگابهادرا-کریشنا سوق داد و امپراتوری گجاپتی (ایالت اودیسا) را تا رودخانه کریشنا ضمیمه کرد، و بنابراین تبدیل به یک قدرت قابل توجه شد.

## نگارخانه

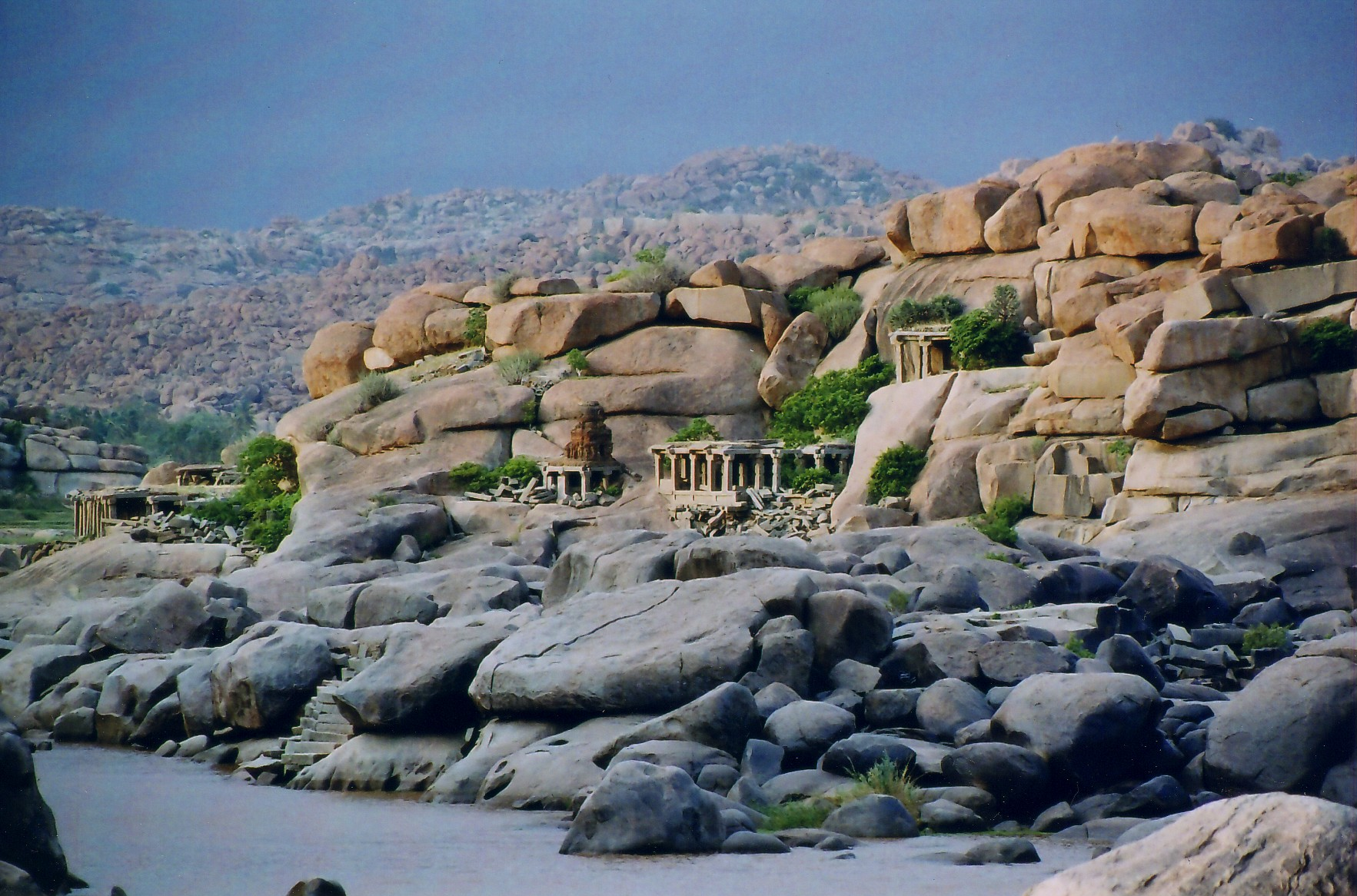
قلعه طبیعی ویجایاناگارا
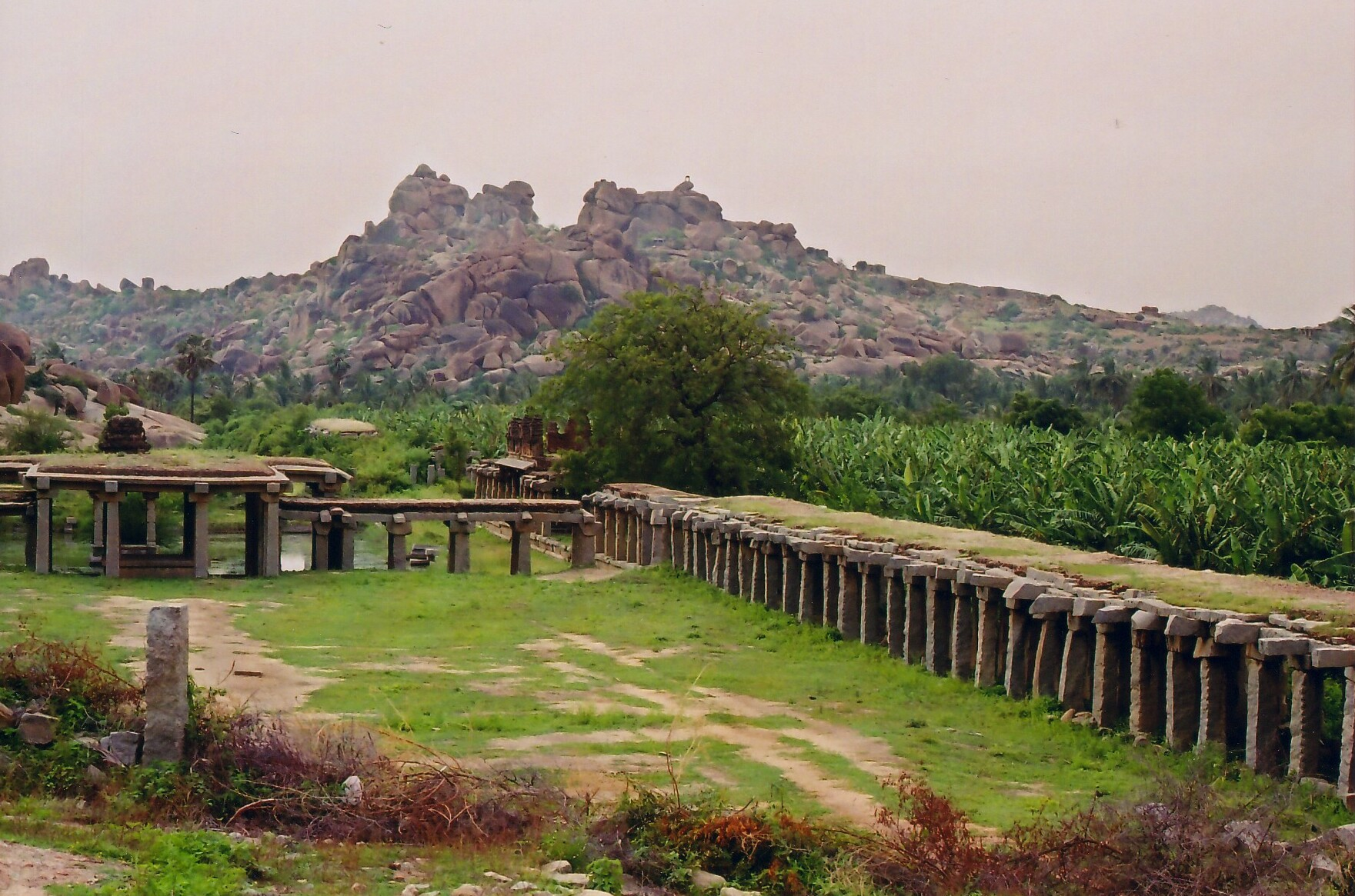
بازار باستانی هامپی
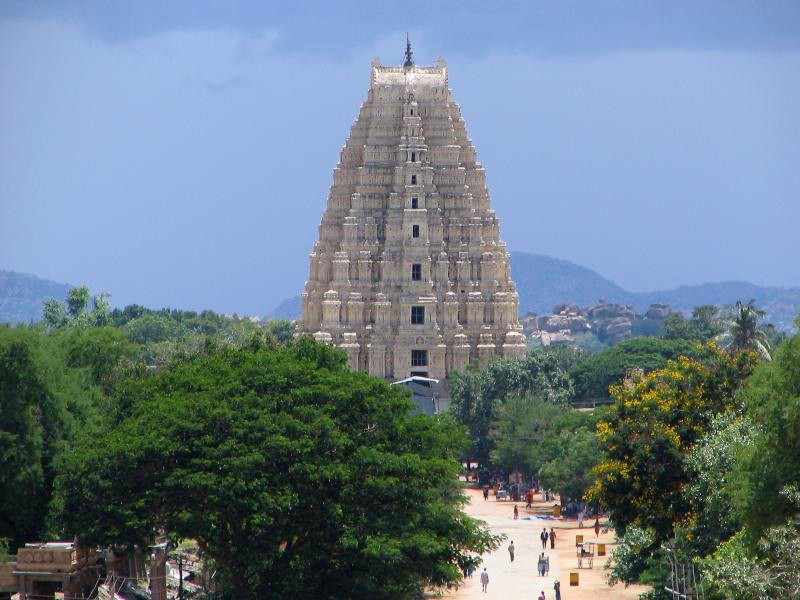
معبد ویروپاکشا، هامپی
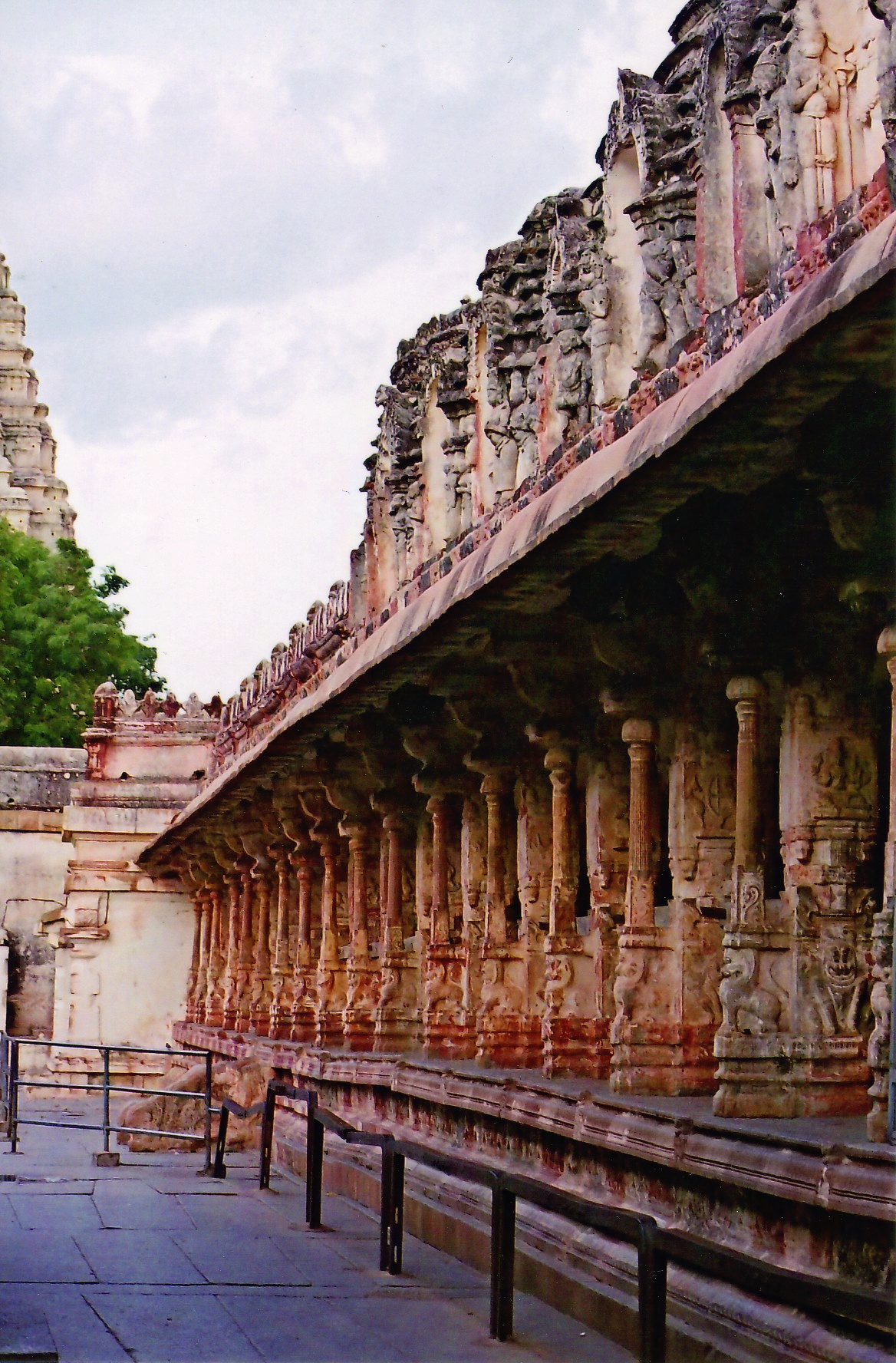
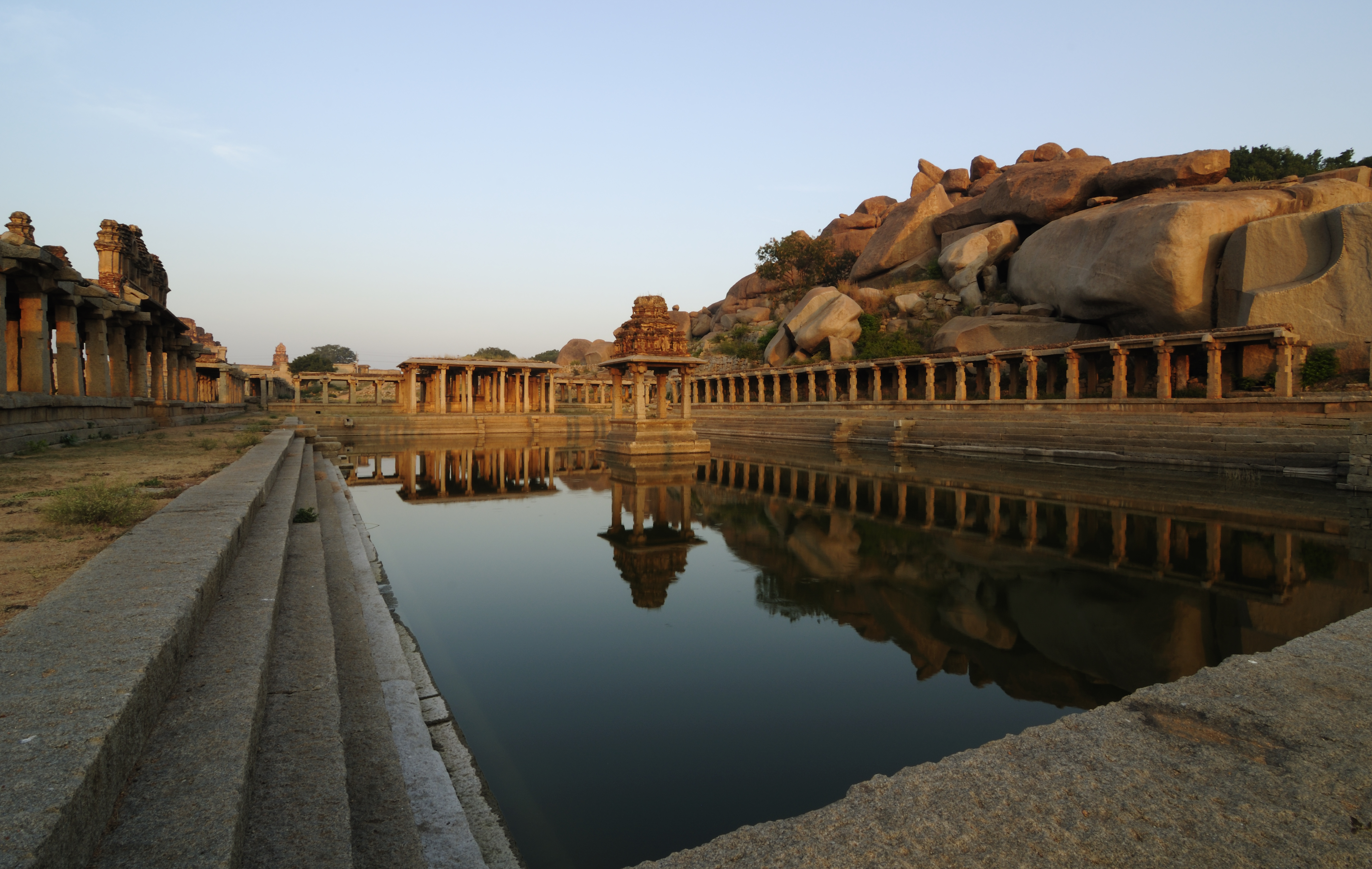
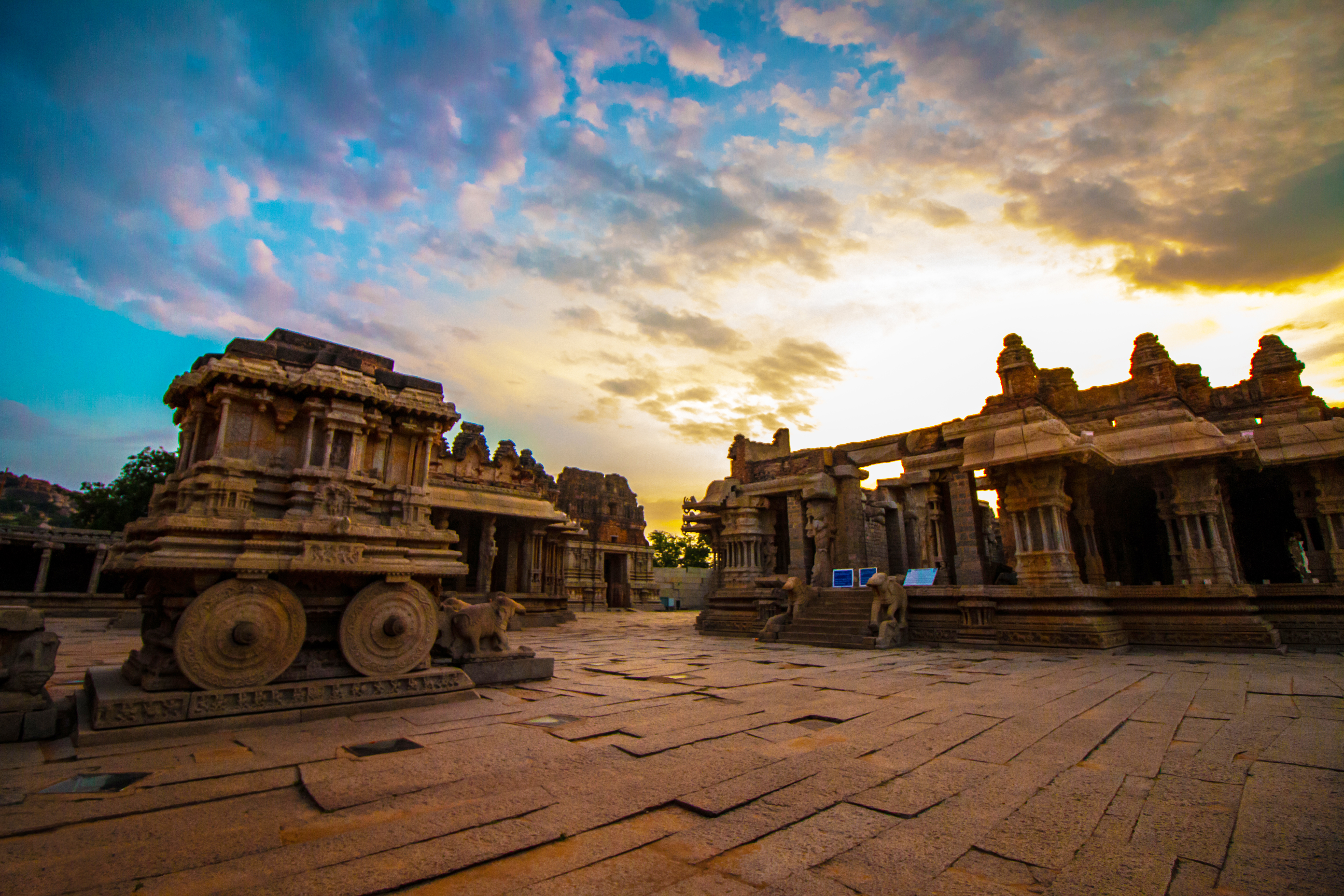
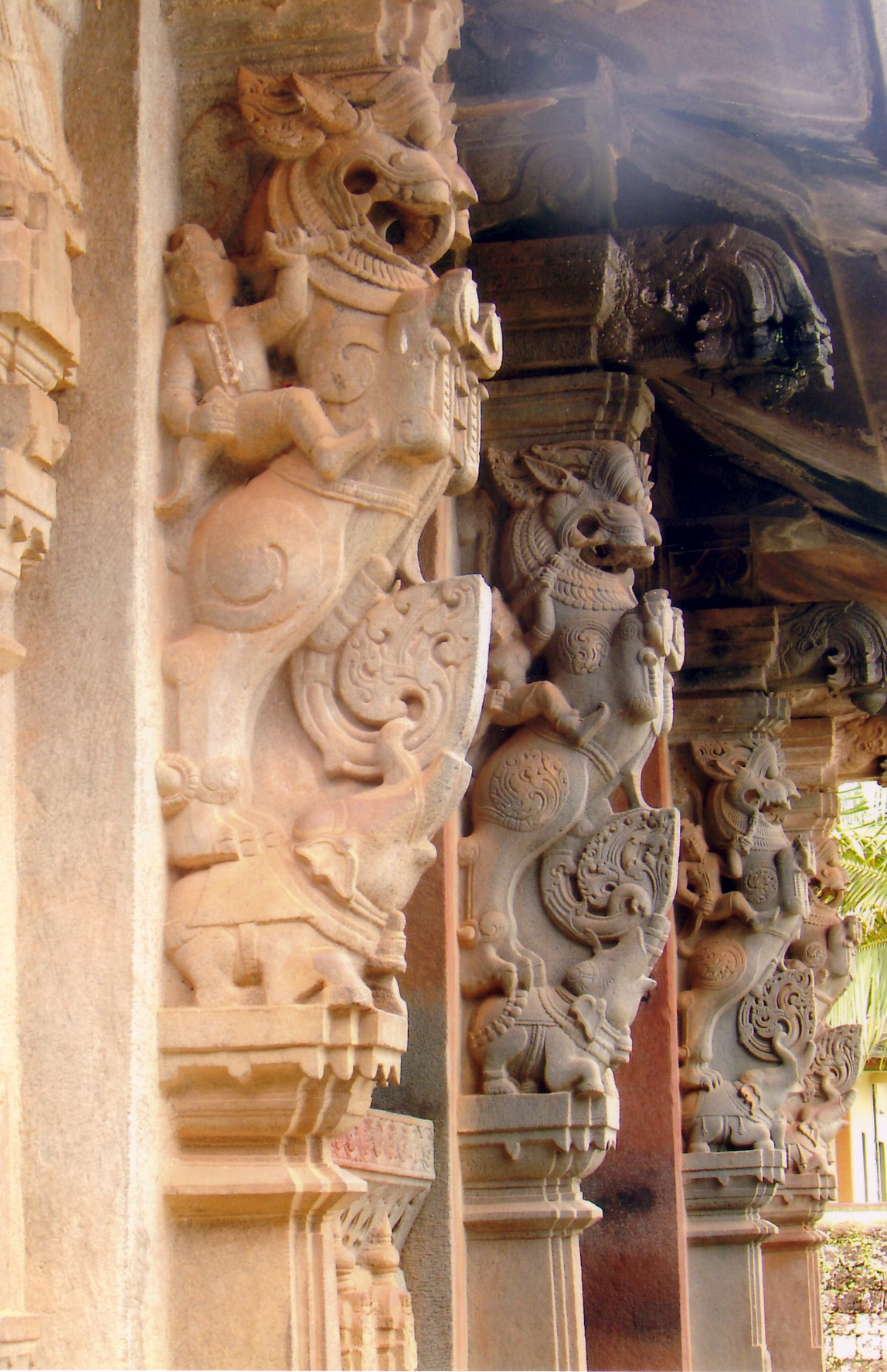